# Politikåret 1929

## Händelser

### Januari
- 6 januari - Alexander I gör statskupp och utropar kungariket Jugoslavien.

### Februari
- 11 februari - Lateranfördraget sluts, varmed Vatikanstaten erkänns.[1]

### Mars
- 4 mars – Herbert Hoover tillträder som USA:s president.[2]

### April
- 28 april – Thorvald Stauning efterträder Thomas Madsen-Mygdal som Danmarks statsminister.[3]

### Maj
- 1 maj - Socialister och kommunister inställer förstamajdemonstrationerna i Stockholm till följd av ett intensivt snöslask.
- 2 maj - En svensk sakkunnigkommitté lägger fram ett förslag om sterilisering i rashygieniskt och socialt syfte.
- 15 maj - Den svenska riksdagen beviljar statsunderstöd åt insättarna i de allmänna sparbankerna.

### Juni
- 5 juni - Ramsay MacDonald efterträder Stanley Baldwin som Storbritanniens premiärminister.[4]
- 7 juni
  - Det nordiska resekortet införs som legitimation i stället för pass inom Sverige, Norge, Danmark, Finland och Island.
  - Vatikanstaten upprättas.[1]

### September
- 27 september - Sveriges Kommunistiska Parti (SKP) splittras då minoriteten med Kominterns stöd utesluter majoriteten. Ett tag finns två SKP, ett Kominterntroget under Hugo Sillén ("Sillénarna") och ett fristående under Karl Kilbom ("Kilbomarna").
- 29 september - Det svenska justitiedepartementet lämnar förslag till lag om skärpta straff (upp till ett års straffarbete) för så kallade billån (bilstöld) samt med införande av allmän åtalsrätt för dylika brott.

### Oktober
- 9 oktober - Skottlossning utbryter mellan Moskvatrogna "Sillénkommunister" och "Kilbomare" i bråk om högkvarteret i Stockholm.
- 22 oktober - Den svenske finansministern utser sakkunniga för utredning av frågan om rationell utjämning av skattetrycket inom de svenska kommunerna.

## Organisationshändelser
- Februari – Revolutionära socialistpartiet bildas i Nederländerna.
- 25 maj – Självständighetspartiet bildas på Island.
- Juli – Praja Party bildas i Indien.
- Okänt datum – Socialistiska partiet bildas som en anti-stalinistisk utbrytning ur Sveriges kommunistiska parti.

## Födda
- 9 mars – Desmond Hoyte, Guyanas president 1985–1992.
- 29 mars – Lennart Meri, Estlands president 1992–2001.
- 3 april – Poul Schlüter, Danmarks statsminister 1982–1993.
- 4 juni – Károlos Papoúlias, Greklands president 2005–2015.
- 18 oktober – Violeta Barrios de Chamorro, Nicaraguas president 1990–1997.
- 1 december – Alfred Moisiu, Albaniens president 2002–2007.

## Avlidna
- 21 maj – Archibald Primrose, 5:e earl av Rosebery, Storbritanniens premiärminister 1894–1895.
- 31 oktober – António José de Almeida, Portugals president 1919–1923.
- 20 december – Émile Loubet, Frankrikes president 1899–1906.

### Fotnoter
1. 1 2  ”Vatican City (Holy See)” (på engelska). World Statesmen. http://www.worldstatesmen.org/Vatican.html. Läst 8 november 2012.
2. ↑  ”United States” (på engelska). World Statesmen. http://www.worldstatesmen.org/United_States.html. Läst 24 september 2012.
3. ↑  ”Denmark” (på engelska). World Statesmen. http://www.worldstatesmen.org/Denmark.html. Läst 8 november 2012.
4. ↑  ”United Kingdom” (på engelska). World Statesmen. http://www.worldstatesmen.org/United_Kingdom.html. Läst 1 augusti 2015.